# Rassemblement social, écologique et démocrate

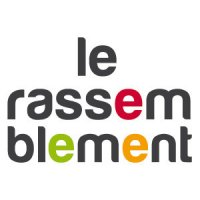
Logo du Rassemblement

Le Rassemblement social, écologique et démocrate (RSED) est un cycle de discussions politiques mis en place à l'initiative du socialiste français Vincent Peillon. Le Rassemblement réunit en particulier : 
- des socialistes issus du courant de Vincent Peillon, l'Espoir à gauche,
- des écologistes, Verts ou autres, issus de la liste Europe Écologie, tels que Daniel Cohn-Bendit,
- Robert Hue et son Nouvel Espace Progressiste devenu Mouvement unitaire progressiste,
- des centristes liés au Mouvement démocrate, tels que Marielle de Sarnez,
- des personnalités de la mouvance radicale de gauche, telles que Christiane Taubira[1].

La réunion de ces divers courants politiques, le 22 août 2009 à Marseille, avait préfiguré la constitution du RSED comme plateforme de rapprochement entre diverses composantes de la gauche et le Modem, notamment dans la perspective d'alliances aux futures échéances électorales. 
Il s'est formalisé sous ce nom à l'occasion de sa rencontre du 14 novembre 2009 à Dijon, sur le thème de l'éducation. Cet événement a été marqué par la présence de Ségolène Royal et la réception critique qu'en ont fait les partisans de Vincent Peillon.
Le 23 janvier, à Paris, avait lieu une "Journée de travail et d'études du Rassemblement" autour du thème : "Pour une République nouvelle" : équilibre des pouvoirs (exécutif, législatif, judiciaire), médias, collectivités territoriales, démocratie participative.